# 松本秀持
松本 秀持（まつもと ひでもち）は、江戸時代中期の幕臣。通称は十郎兵衛。伊豆守。代々天守番を務める身分の低い家柄であったが、勘定奉行にまで昇進した。

## 経歴
信濃源氏の一族を称し、中世末期は成田氏に仕えた後、徳川氏に仕えてからは代々御家人に列した家柄という。田沼意次に才を認められ、天守番より勘定方に抜擢され、廩米100俵5口を受けた。明和3年（1766年）に勘定組頭となり、のちに勘定吟味役となり、安永8年（1779年）勘定奉行に就任して500石の知行を受けた。天明2年（1782年）より田安家家老を兼帯した。下総国の印旛沼および手賀沼干拓などの事業や天明期の経済政策を行った。
田沼意次に仙台藩医工藤平助の『赤蝦夷風説考』を添えて蝦夷地調査について上申した。この数十年、ロシアは日本との交易を望んでいたので、これを放置していては密貿易が盛んになると危惧し、公式に貿易を認めればロシアは食料が欲しいので俵物だけでも交易になるので利益になるだろうと考え、蝦夷地の金銀銅山を開発しロシア交易にあてれば長崎貿易も盛んになると試算した。田沼は工藤の献策を受け入れて彼に蝦夷地の調査を命じた。秀持は『東遊記』の著者である平秩東作よりアイヌの人びとの風俗や蝦夷地の産物等について情報を得て、天明4年（1784年）10月、蝦夷地実地踏査に踏み切り、2度の調査隊を派遣した。調査隊には最上徳内が含まれていた。
だが天明6年（1786年）2月の調査報告では、危惧していたのと違い、ロシアとの間の密貿易は交易と言えるほどの規模では存在しなかった。ロシアは日本と交易をしたがっているので、正式に交易を始めればかなりの規模になるだろうが、外国製品は長崎貿易で十分入手できている現状、無理にロシア交易を始めても長崎貿易に支障をきたすことになり、その上いくら禁止しても金銀銅が流出することになる。結果、最終的に蝦夷の鉱山開発およびロシア交易は放棄された。蝦夷地の鉱山開発・ロシア交易の構想が頓挫したことで松本は新田開発案に転換した。農地開発のためアイヌ3万に加え穢多・非人を7万人移住させ、新田開発が進んで農民が増えれば商人たちも増え人口も増える。さらに異国との通路を締め切り、日本の威光によりロシア、満州、山丹までもが日本に服属し、永久の安全保障となる。蝦夷地が開発されれば、奥羽両国も中国地方のような良い国柄になる。新田開発もあまり時間をかけず、人口の増加も8、9年で実現できると松本は記しており、その構想は非現実的なものであった。
結局、天明6年（1786年）の田沼意次の失脚により蝦夷地開発は頓挫。また、同年閏10月5日、田沼失脚にからみ小普請に落とされ、逼塞となった。さらに越後買米事件の責を負わされ、知行地を減知の上、再び逼塞となった。天明8年（1788年）5月に赦され、寛政9年（1797年）に68歳で没した。墓所は世田谷区北烏山5丁目の幸龍寺。

## 官歴
- 享保19年（1734年）10月9日：家督、天守番
- 宝暦12年（1762年）12月2日：勘定
- 明和3年（1766年）12月18日：勘定組頭
- 明和9年（1772年）7月24日：勘定吟味役、12月18日：布衣
- 安永8年（1779年）4月15日：勘定奉行、封500石、12月9日：従五位下伊豆守
- 天明2年（1782年）11月2日：兼田安家家老
- 天明6年（1786年）10月5日：辞家老、閏10月5日：免職・逼塞・小普請・減知250石
- 天明7年（1787年）2月13日：赦免、12月5日：逼塞・減知100石
- 天明8年（1788年）5月8日：赦免
- 寛政9年（1797年）6月5日：卒去

## 関連人物
- 土山宗次郎 - 勘定組頭、買米事件の責を負わされ斬首。

## 関連作品
テレビドラマ
- 『大江戸風雲伝』（1994年、NHK、演：狭間鉄）
- 『べらぼう〜蔦重栄華乃夢噺〜』（2025年、NHK大河ドラマ、演：吉沢悠）